# Tardy János
Tardy János (Budapest, 1948. október 19. –) magyar geográfus, térképész, egyetemi tanár. A Magyar Tudományos Akadémia Természetvédelmi és Konzervációbiológiai Bizottságának társelnöke. Az Európai Természetvédelmi Központ alelnöke. A Budapesti Termálvíz Bizottság, a Magyar Karszt- és Barlangkutató Társ. elnöksége, a TIT országos földtud. választmánya, a Nemzetközi Szpeleológiai Unió barlangterápiai szakbizottságának tagja. A TermészetBÚVÁR, a Valóság szerkesztőbizottsági tagja.

## Életpályája
1969–1974 között az Eötvös Loránd Tudományegyetem Természettudományi Karának, 1970–1975 között az intézmény Bölcsészettudományi Karának hallgatója is volt. 1974–1978 között az Eötvös Loránd Tudományegyetem természetföldrajzi tanszékén dolgozott mint gyakornok és tanársegéd. 1978–1990 között az Országos Környezet- és Természetvédelmi Hivatal (OKTH) illetve a Környezetvédelmi és Vízgazdálkodási Minisztérium munkatársa volt.
1987–1991 között az OKTH Barlangtani Intézetének igazgatója volt.
1990–2002 között az Országos Természetvédelmi Hivatal elnöke, a Környezetvédelmi Minisztérium helyettes államtitkára; 1996-tól a Debreceni Agrártudományi Egyetem címzetes főiskolai tanára volt. 1997-ben PhD. fokozatot szerzett.
2001 óta címzetes egyetemi tanár. 2002–2004 között miniszteri biztosként dolgozott. 2008-tól az Országos Környezetvédelmi, Természetvédelmi és Vízügyi Főfelügyelőség főtanácsadója.

### Munkássága
Kutatási területe a természetvédelmi politika, a földtani természetvédelem, a környezeti hatások mérése karsztokon, a barlangklimatológia és -gyógyászat, a természetvédelmi térképezés, valamint a magyarság és rokon népeinek XIV.-XVIII. századi térképi vonatkozásai.
Hosszabb tanulmányúton volt a Kaukázusban, Mongóliában és Kínában.

## Családja
Szülei Tardy Lajos és Nagy Yvette voltak. 1977-ben házasságot kötött Draskovits Zsuzsannával. Két gyermekük született: András (1978–) és Zsófia (1981–).

## Művei
- Magyar geomorfológiai bibliográfia (1977)
- Történeti természettudományok és térképi források (1982)
- Földtani természetvédelem – barlangvédelem (1989)
- Barlangklíma – barlanggyógyászat (1989)
- Magyarországi települések védett természeti értékei (szerkesztő; 1996)
- Értékőrző Magyarország – nemzeti parkok és világörökség (2002)
- A magyarországi vadvizek világa – hazánk ramsari területei (2007)
- A biodiverzitásról másképp 1-3. (2018)
- Van jövőnk! Fiataloknak a fenntartható fejlődésről (2021)
- Öntözzünk, de miből…? (2022)
- Van jövőnk, tegyünk érte! Fiataloknak a fenntartható fejlődésről (2023)

## Díjai
- Gayer Gyula-emlékplakett (1990)
- Juhász Nagy Pál-emlékérem (1997)
- Kaán Károly-emlékérem (1998)
- Matur-díj (1998)
- Bugát Pál-emlékérem (2001)
- Magyar Örökség díj (2005)
- Nógrád megye díszpolgára (2010)
- Pro Natura díj (2011)
- A Magyar Érdemrend tisztikeresztje (2018)
- Pro urbe Szarvas
- Pro urbe Tokaj
- Pro urbe Hercegkút